# Attentat de la grande mosquée de Québec
L'attentat terroriste de la grande mosquée de Québec est une tuerie de masse survenue au Centre culturel islamique de Québec, au Canada, le 29 janvier 2017. Quelques minutes après le drame, un homme terroriste armé, de nationalité canadienne au nom d'Alexandre Bissonnette, a pris contact avec les policiers et a reconnu avoir ouvert le feu sur les fidèles présents.

## Contexte
Le Centre culturel islamique de Québec avait déjà fait l'objet d'actions islamophobes dans les mois précédents. En juin 2016, une tête de porc est déposée devant cette mosquée en plein ramadan. Quelques semaines plus tard, une lettre islamophobe est distribuée dans son voisinage. Le Centre culturel s'équipe ensuite de caméras de surveillance, et fait l'objet d'une surveillance régulière par la police.
Le directeur du Centre de prévention de la radicalisation menant à la violence (CPRMV), Herman Okomba-Deparice, a par ailleurs indiqué avoir reçu des signalements dans les mois qui ont précédé l'attaque, attestant de la montée de l'extrême droite à Québec.

## Déroulement
Dans la soirée du 29 janvier 2017, vers 19 h 45 (HNE), heure de la prière, un homme armé ouvre le feu sur les quelques dizaines de fidèles du Centre culturel islamique du Québec. Après avoir pris lui-même contact avec les forces policières, le suspect Alexandre Bissonnette est rapidement mis en arrestation, non loin du pont de l'Île-d'Orléans.

## Enquête
Une demi-heure après la tuerie, Alexandre Bissonnette, un étudiant québécois de 27 ans, appelle la police pour se dénoncer et demande à se rendre. Le 30 janvier 2017, il comparaît au Palais de justice de Québec où il est inculpé de onze chefs d'accusation, soit six pour meurtre avec préméditation et cinq pour tentative de meurtre,. La police précise qu’il pourrait encore être accusé d’« acte terroriste » et d’« atteinte à la sécurité nationale ». Un autre suspect, également arrêté le 29 au soir près des lieux du drame, est relâché le lendemain, la police déclarant qu'« il est maintenant considéré comme témoin » à la suite de l'enquête.
Les éléments réunis par l'enquête indiquent qu'Alexandre Bissonnette n'avait pas de casier judiciaire, qu'il était inscrit à l’université Laval en sciences politiques, et qu'il résidait en appartement dans l'arrondissement de Sainte-Foy. Selon certaines sources anonymes, Bissonnette affichait des idées d’extrême droite à l’université comme sur les réseaux sociaux, sur lesquels il tenait avec virulence des propos xénophobes et hostiles aux immigrés. Cependant, aucune preuve, pour appuyer ces sources anonymes, n'a été produite lors des représentations sur la sentence de Bissonnette.
Bissonnette est décrit par certaines sources comme un nationaliste et un « introverti impopulaire », admirateur de Marine Le Pen et de Donald Trump, connu pour ses propos xénophobes et antiféministes,. Toutefois, l'enquête exhaustive menée par plusieurs corps policiers canadiens n'a pas permis d'identifier de preuves indiquant que Bissonnette était un antiféministe.
Durant les représentations sur sa sentence, les psychiatres experts qui ont examiné Bissonnette ont conclu qu'il avait été l'objet d'intimidation verbale et physique intenses durant ses années à l'école primaire et secondaire. Selon les experts, l'intimidation extrême subie par Bissonnette a eu des effets sur sa personnalité. L'intimidation subie par Bissonnette a été confirmée par une ancienne enseignante, qui a également témoigné devant la cour.
La police a retrouvé une arme de poing et deux fusils  ressemblant à des AK-47 sur le siège arrière de sa voiture.

## Bilan et conséquences

### Victimes
Le bilan est de six morts et huit blessés, dont six graves. Les personnes tuées sont toutes des hommes dont le plus jeune avait 39 ans et le plus âgé, 60 ans. Le président du Centre Culturel Islamique de Québec, Mohammed Yangui, ne fait pas partie du nombre. La tragédie a fait 17 orphelins. Trente-neuf personnes se trouvant dans la mosquée sont sorties indemnes de l'attaque.
| Nationalités             | Nom                 | Âge    | Profession                      |
| ------------------------ | ------------------- | ------ | ------------------------------- |
| Canada / Guinée / France | Ibrahima Barry      | 39 ans | informaticien                   |
| Canada / Guinée          | Mamadou Tanou Barry | 42 ans | technicien comptable            |
| Canada / Algérie         | Khaled Belkacemi    | 60 ans | professeur à l'Université Laval |
| Canada / Algérie         | Abdelkrim Hassane   | 41 ans | informaticien                   |
| Canada / Maroc           | Azzedine Soufiane   | 57 ans | commerçant                      |
| Canada / Tunisie         | Aboubaker Thabti    | 44 ans | cadre intermédiaire             |

Les victimes sont des immigrés originaires d'Afrique francophone. Ils vivaient tous au Québec depuis plusieurs années (jusqu'à 30 ans pour le canado-marocain Azzeddine Soufiane) et avaient une double ou triple nationalité, dont la nationalité française pour le Guinéen d'origine Ibrahima Barry,,.

### Conséquences
Ralph Goodale, ministre fédéral de la Sécurité publique, indique que le niveau d'alerte terroriste ne changera pas après l'attaque, qui est en effet une initiative personnelle isolée et non l'acte d'une organisation. Cependant, la peur de la communauté musulmane au Québec grandit comme le souligne Boufeldja Bewabdallah, cofondateur du centre culturel musulman.

### Procès
À l'ouverture de son procès le 26 mars 2018, Alexandre Bissonnette plaide non coupable avant de faire volte-face quelques heures plus tard et de plaider coupable de tous les chefs d’accusation, soit six meurtres avec préméditation et six tentatives de meurtre. Par cette reconnaissance de culpabilité, Bissonnette encourt une peine d'emprisonnement à perpétuité, dont 25 ans incompressibles.  
Le 8 février 2019, le juge François Huot, membre de la Cour supérieure du Québec, le condamne à une peine de prison à vie sans possibilité de libération conditionnelle avant 40 ans, soit pas avant le 29 janvier 2057. Cette peine est l'une des plus sévères prononcées au Canada depuis 1976, année de l'abolition de la peine de mort.  
Le 8 mars 2019, les avocats d'Alexandre Bissonnette portent la peine de prison en appel devant la Cour d'appel du Québec. Les avocats estiment que le juge François Huot a commis des erreurs de droit en lien avec l’application de l’article 745.51 du Code criminel, qui permet les peines consécutives dans le cas de meurtres multiples.  
Le 26 novembre 2020, la période de sûreté imposée à Bissonnette est réduite à 25 ans par la Cour d'appel. Il pourra ainsi avoir la possibilité de demander une libération conditionnelle à partir du 29 janvier 2042.  
Le 15 janvier 2021, le DPCP porte cette décision en appel devant la Cour suprême du Canada. Le 27 mai 2022, la Cour suprême rejette l'appel du DPCP et juge l'article 745.51 invalide et inconstitutionnel. La Cour suprême explique dans sa décision que l'article 745.51 viole l’article 12 de la Charte canadienne des droits et libertés d’une manière qui ne peut se justifier dans le cadre d’une société libre et démocratique. 

### Impact sur les premiers répondants
La fusillade a eu des conséquences secondaires qui ne se sont manifestées qu'après l'événement. Andréanne Leblanc, 31 ans, a été retrouvée morte en mars 2018, vêtue de son uniforme d'ambulancière-paramédicale. Elle était en service cette nuit glaciale de janvier lorsqu'elle a reçu l'appel urgent de se rendre à la mosquée du quartier de Sainte-Foy. 
Des citoyens de la ville de Québec et des collègues ambulanciers la considèrent comme la septième victime de cette fusillade. Son suicide a mis en lumière le manque de ressources en santé mentale pour les premiers répondants. Ils sont souvent blessés mentalement avec le syndrome de stress post-traumatique, ou les mêmes symptômes, parfois des années après des interventions traumatiques similaires ou répétées. 
Le cas de Leblanc est considéré comme un catalyseur qui a amené le ministre fédéral de la Sécurité publique, Ralph Goodale, et la ministre fédérale de la Santé, Ginette Petitpas Taylor, à publier en avril 2019 Soutenir le personnel de la Sécurité publique du Canada : Un plan d'action sur les traumatismes liés au stress post-traumatique. L'annonce a entraîné un nouveau financement de 11 millions de dollars.

## Hommages aux victimes

### Funérailles
Les funérailles de trois victimes (Khaled Belkacemi, Abdelkrim Hassane et Boubaker Thabti) ont lieu le jeudi 2 février dans l'aréna Maurice-Richard, la patinoire du parc olympique de Montréal d'ordinaire dédiée au hockey sur glace et qui pour l’occasion a été recouverte d'une grande moquette grise. Environ 5 000 personnes prennent place pour assister à la cérémonie.
Les cercueils sont exposés sur un catafalque au centre de la patinoire, recouverts des drapeaux algérien ou tunisien en fonction de la nationalité d'origine des défunts. À leur tête sont disposés quatre drapeaux symbolisant le Canada, la province de Québec, la ville de Montréal et celle de Québec.
La cérémonie se déroule selon le rite musulman et débute par la récitation de versets du Coran en arabe par un cheikh égyptien, en présence du Premier ministre et de responsables politiques dont Denis Coderre (maire de Montréal), Philippe Couillard (Premier ministre du Québec), Régis Labeaume (maire de Québec) ou encore Thomas Mulcair (chef du NPD). Ces derniers prononcent ensuite une série de discours où ils mettent en avant le besoin d'unité des Canadiens quelle que soit leur confession. Le Premier ministre Couillard déclare que les victimes, « six Québécois canadiens de confession musulmane » qui étaient « aimés, appréciés et respectés », ne seront pas oubliées. Après les interventions de Régis Labeaume et de Denis Coderre, le Premier ministre Trudeau conclut en rendant hommage à tous ceux qui, au Canada, ont exprimé leur solidarité envers la communauté musulmane et leur unité « dans ce moment sombre ».
Les assistants peuvent ensuite se recueillir auprès des cercueils et offrir leurs condoléances aux familles des victimes. Les corps sont ensuite rapatriés dans le pays d'origine des victimes.
Les funérailles des trois autres victimes (Mamadou Tanou Barry, Ibrahima Barry et Azzeddine Soufiane) ont lieu le lendemain au centre des congrès de Québec devant, de nouveau, environ 5 000 personnes. La cérémonie est similaire à celle de la veille, avec les trois cercueils exposés au centre de la salle et recouverts chacun d'une couronne de fleurs blanches.

#### Polémiques
La première cérémonie à Montréal est critiquée par des membres des familles des défunts algériens, puisqu'ils affirment ne pas avoir été associés à son organisation. En outre, bien que les deux victimes étaient de culture berbère, aucun mot en kabyle ne fut prononcé, seuls le français, l'anglais et l'arabe étant employés,.
La présence des drapeaux algériens sur les cercueils suscite également des réactions : les organisateurs décident de ne pas faire apparaître le drapeau canadien malgré la double nationalité des défunts et rejettent la demande de la famille d'une des victimes d'ajouter le drapeau berbère en cas de présence du drapeau algérien.
Cette situation fait dire au journal Le Matin d'Algérie que la cérémonie a été « détournée par les islamistes avec le silence des autorités canadiennes ».
La dépouille mortuaire de la victime tunisienne est également recouverte du seul drapeau tunisien pendant les funérailles, mais, une fois celle-ci arrivée dans son pays d'origine, le drapeau canadien est ajouté par les autorités locales en hommage à sa double nationalité. Les autorités marocaines et guinéennes, quant à elles, font le choix de laisser les cercueils sans drapeau.

### Rassemblements
Le 30 janvier, des rassemblements sont organisés dans plusieurs villes au Canada, dont Montréal, à Parc-Extension, Québec, Ottawa, en soutien à la communauté musulmane.
À Québec, dès le soir de l’attentat, les différentes initiatives citoyennes pour l’organisation d’une vigile ont été unifiées. Le lendemain, malgré le froid, ce sont plus de 10 000 personnes qui se sont recueillies pour exprimer leur solidarité avec les proches des victimes. En plus des organisateurs de la vigile, des représentants d’associations tunisiennes, amazighes, guinéennes et du CCIQ ont pris la parole, ainsi que les premiers ministres du Canada, Justin Trudeau et du Québec, Philippe Couillard, ainsi que le maire de la ville, Régis Labeaume. Étaient aussi présents Manon Massé, Jean-François Lisée et Thomas Mulcair,,,.
Le dimanche 5 février, une marche de solidarité de six kilomètres a lieu à Québec entre l'université Laval, où l'une des victimes était professeur, et l'hôtel du Parlement du Québec. Elle est menée par Mohamed Yangi et Mohamed Labidi, respectivement président et vice-président du CCIQ, et réunit environ 700 personnes dont une grande majorité de musulmans. Dans la mesure du possible, les marcheurs sont groupés par paires musulman/non musulman afin de « permettre aux communautés de se connaître », selon l'idée des organisateurs,. Le petit cortège se met en route peu avant 13 h et s'engage dans le boulevard René-Lévesque. Il est rejoint à la hauteur de l'avenue Bourlamaque par un deuxième groupe qui s'était rassemblé près du musée national des beaux-arts. Les participants portent des pancartes où on peut lire des slogans comme « Nous sommes une famille » ou « Tous des citoyens égaux » et beaucoup arborent un ruban vert, couleur de l'islam. La marche se termine vers 15 h.

### Spectacle-bénéfice
Un spectacle-bénéfice a lieu le 26 février à Québec, pour venir en aide aux familles des victimes. L'événement, intitulé « Ensemble nous sommes Québec », a bénéficié du soutien du maire Régis Labeaume. Lors de sa préparation, environ 150 artistes s'étaient déclarés prêts à participer bénévolement aux festivités.
Les 1 200 spectateurs rassemblés au pied de la scène du Capitole de Québec ont pu écouter le pianiste Anoush Moazzeni, suivi par une sélection éclectique d'artistes dont Bruno Pelletier, Pascale Picard, Karim Ouellet, Bobby Bazini, Marième, La Bronze (de son vrai nom Nadia Essadiqi, elle interprète en arabe la chanson Formidable de Stromae), le rappeur Webster, Steve Hill et le groupe de jazz The Lost Fingers. La fête s'est terminée avec l'intervention de Mohamed Yangui, le président du CCIQ, qui, après une allocution dans laquelle il a appelé notamment à « répondre à la mort par l’amour », a interprété une chanson populaire en arabe. Les prestations étaient entrecoupées par la diffusion de vidéos de témoignages de Canadiens issus de l'immigration.

### Commémorations citoyennes à Québec

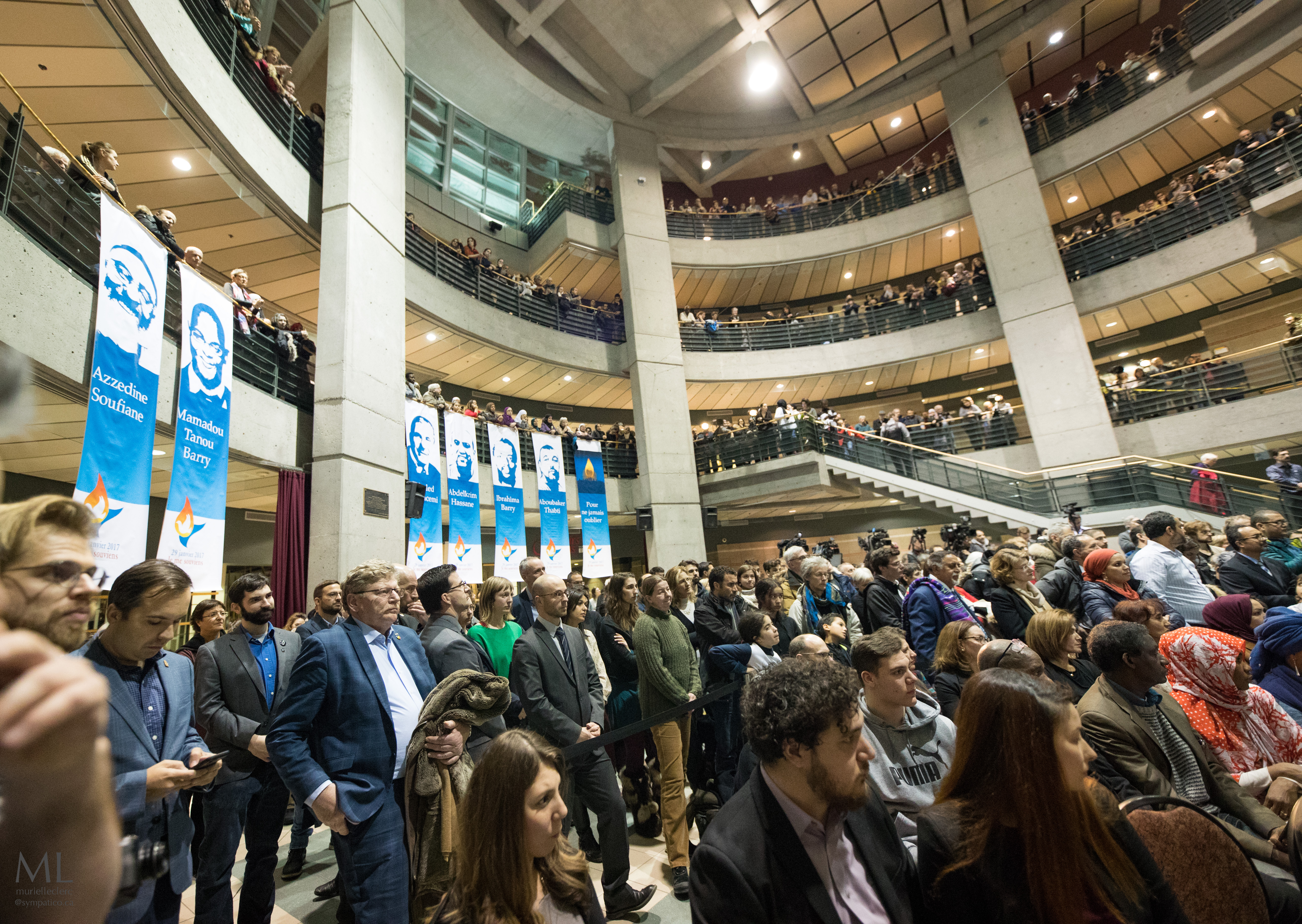
Deuxième commémoration, qui a eu lieu à l'Université Laval le 29 janvier 2019 (photo de Muriel Leclerc).

L’année suivante, le 29 janvier 2018, une commémoration citoyenne a été organisée,. Les familles des victimes y ont pris la parole, tout comme Aymen Derbali, blessé de 6 balles lors de la fusillade et Boufeldja Benabdallah, président du CCIQ. Les premiers ministres du Canada, Justin Trudeau et du Québec, Philippe Couillard, le maire de la ville de Québec, Régis Labeaume et de Montréal, Valérie Plante et le Grand chef de la nation Huron-Wendat, Konrad Sioui, sont intervenus, tout comme le rapper Webster et Nathalie Provos, de Poly se souvient. Sébastien Bouchard, qui a assuré la coanimation comme lors de la vigile du 30 janvier 2017, a été personnalité de la semaine Le Soleil/Radio-Canada pour son implication. Une deuxième commémoration citoyenne a eu lieu le 29 janvier 2019 à l'Université Laval,. En plus des représentants des familles de victime et des survivants, le premier ministre du Québec, François Legault, le maire de Québec, les représentants de plusieurs organismes et communautés de Québec, ainsi qu'un représentant des premiers répondants (paramédics) ont pris la parole.

### Mémorial du Vivre ensemble

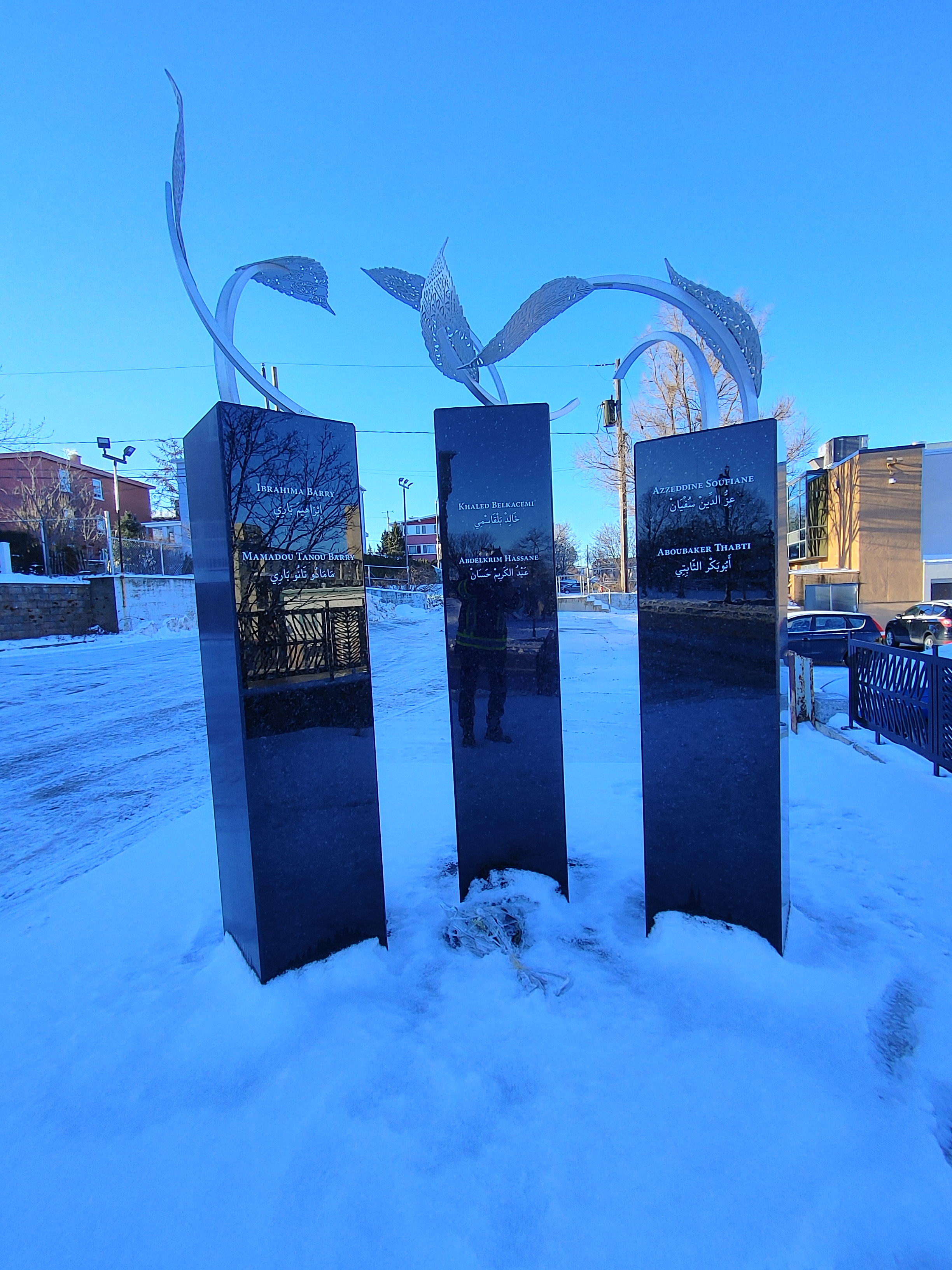
Vivre ensemble

Le 1er décembre 2020 est inauguré le mémorial du Vivre ensemble. L'œuvre, conçue par l'artiste Luce Pelletier, est située de chaque côté de la route de l'Église : une partie au Centre culturel islamique de Québec et l'autre au site patrimonial de la Visitation.

## Réactions

### Réactions au Canada
Peu de temps après la tuerie, le Premier ministre canadien Justin Trudeau dénonce un « attentat terroriste dirigé contre des musulmans se trouvant dans un lieu de culte et de refuge », et rappelle que « les musulmans canadiens constituent un élément important [du] tissu national ». Le Premier ministre du Québec Philippe Couillard qualifie l'attaque d'« attentat terroriste » et déclare que « le Québec rejette catégoriquement cette violence barbare. Unissons-nous contre la violence, et solidarité avec les Québécois de confession musulmane ».
Plusieurs personnalités politiques, notamment François Blais, ministre responsable de la Capitale-Nationale, François Legault, chef de la Coalition avenir Québec, Jean-François Lisée, chef du Parti québécois, François Paradis, député caquiste de Lévis, Jean-Yves Duclos, député fédéral de Québec et ministre fédéral de la Famille, des Enfants et du Développement social, Ralph Goodale, ministre fédéral de la Sécurité publique, Éric Caire, député caquiste de La Peltrie et porte-parole de la Coalition avenir Québec pour la Capitale-Nationale, Gérard Deltell, député conservateur de Louis-Saint-Laurent et Steven Blaney, député conservateur de Bellechasse-Les Etchemins-Lévis, adressent leurs condoléances et font part de leur soutien.

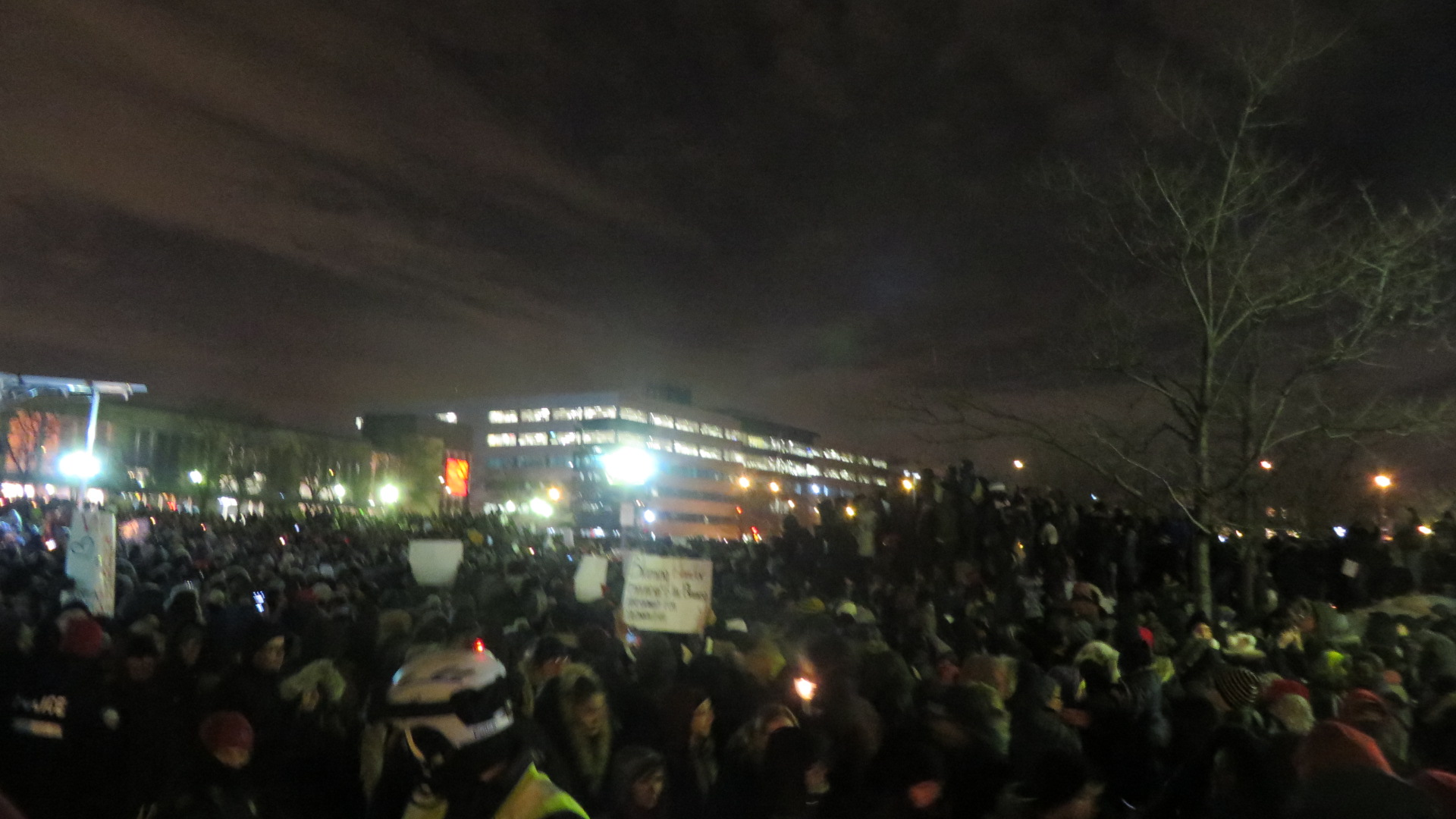
Rassemblement sur la place Jean Talon de l'arrondissement Parc-Extension de Montréal.

Le maire de Montréal appelle à l'unité et à lutter contre l'islamophobie.
Le 1er février à la Chambre des communes à Ottawa, le député libéral Joël Lightbound demande « pardon » aux familles des victimes et à la communauté musulmane « d’avoir observé ces dernières années leur ostracisation et leur stigmatisation, d’avoir vu prendre racine dans le cœur de [s]es semblables, la peur, la méfiance et la haine ». Il ajoute que « si les mots ont des conséquences, les silences aussi ont des conséquences ».
Un débat sur le rôle de la radio-poubelle de la ville de Québec dans la création d’un climat islamophobe aura lieu[Quand ?]. Dès la vigile de Québec, tenu le 30 janvier, le maire de Québec, Régis Labeaume, a dénoncé les gens «qui s’enrichissent avec la haine». , Michel Juneau-Katsuya, ancien cadre et agent de renseignement senior au service canadien du renseignement de sécurité, va plus loin et indique que « certains animateurs de radio de Québec ont du sang sur les mains ». Le rôle « malsain » de la radio de Québec, dénoncé depuis longtemps,, sera questionné par des journalistes de plusieurs pays,,,,. Des gens de la communauté musulmane,,,,,,,,,,,,,, des politiciens,,,,, des journalistes,,,,,,,,,,,,,,, des artistes,,,, des intellectuels,,,,,,,,,,,,, des professionnels des communications,, des experts, et des quidams,, désigneront la radio pour sa responsabilité, directe ou indirecte, dans l'attentat.
De nombreux animateurs de la radio de Québec, dont Dominic Maurais,  Richard Martineau, Éric Duhaime et Sylvain Bouchard ont été accusés d'avoir proféré des propos racistes par plusieurs médias. Or, il n’écoutait pas les radios de Québec, selon un de ses amis.

### Réactions internationales
- Allemagne : le porte-parole de la chancelière fédérale Angela Merkel, Steffen Seibert, indique que si les agresseurs avaient l'intention de dresser les religions les unes contre les autres, ils ne pourront réussir, et ajoute que « nous sommes en deuil aux côtés de la communauté musulmane à Québec[119] ».
- États-Unis : le président Donald Trump présente ses condoléances et propose l'assistance de son pays ; le maire de New York, Bill de Blasio, déclare prier pour les Québécois et ajoute que « nous devons rester ensemble[120] ».
- France : le président de la République, François Hollande, « dénonce avec la plus grande fermeté l’odieux attentat qui a provoqué la mort d’au moins six personnes et de nombreux blessés dans une mosquée à Québec »[48]. Le président ajoute que c'est « l'esprit québécois de paix et de tolérance » que les terroristes voulaient attaquer, et que la France se tient aux côtés des victimes et des familles. La tour Eiffel est éteinte le lendemain soir en témoignage de solidarité[119].
- Iran : le porte-parole du ministère des Affaires étrangères de la République islamique d'Iran, Bahram Qasemi, condamne l'attaque terroriste et la qualifie d'« inhumaine et criminelle ». Qasemi indique de plus que le terrorisme ne touche pas seulement quelques pays ou une seule région et qu'une détermination internationale est nécessaire pour lutter contre lui[121].
- Mexique : le président mexicain Enrique Peña Nieto présente ses condoléances au Premier ministre Justin Trudeau et dénonce « ce type d’attaque et tout acte de violence contre la tolérance religieuse[122] ».
- Turquie : dans un communiqué, le ministère des Affaires étrangères condamne l'attaque et assure le Canada de la pleine solidarité de la Turquie[123].
- Vatican : Le Pape François présente ses condoléances aux familles des victimes et insiste sur l'importance qu'il y a à ce que chrétiens et musulmans soient unis dans la prière. Il s'est entretenu avec le cardinal Lacroix de Québec alors présent à Rome avant son retour au Canada[124].